# 庫斑豬

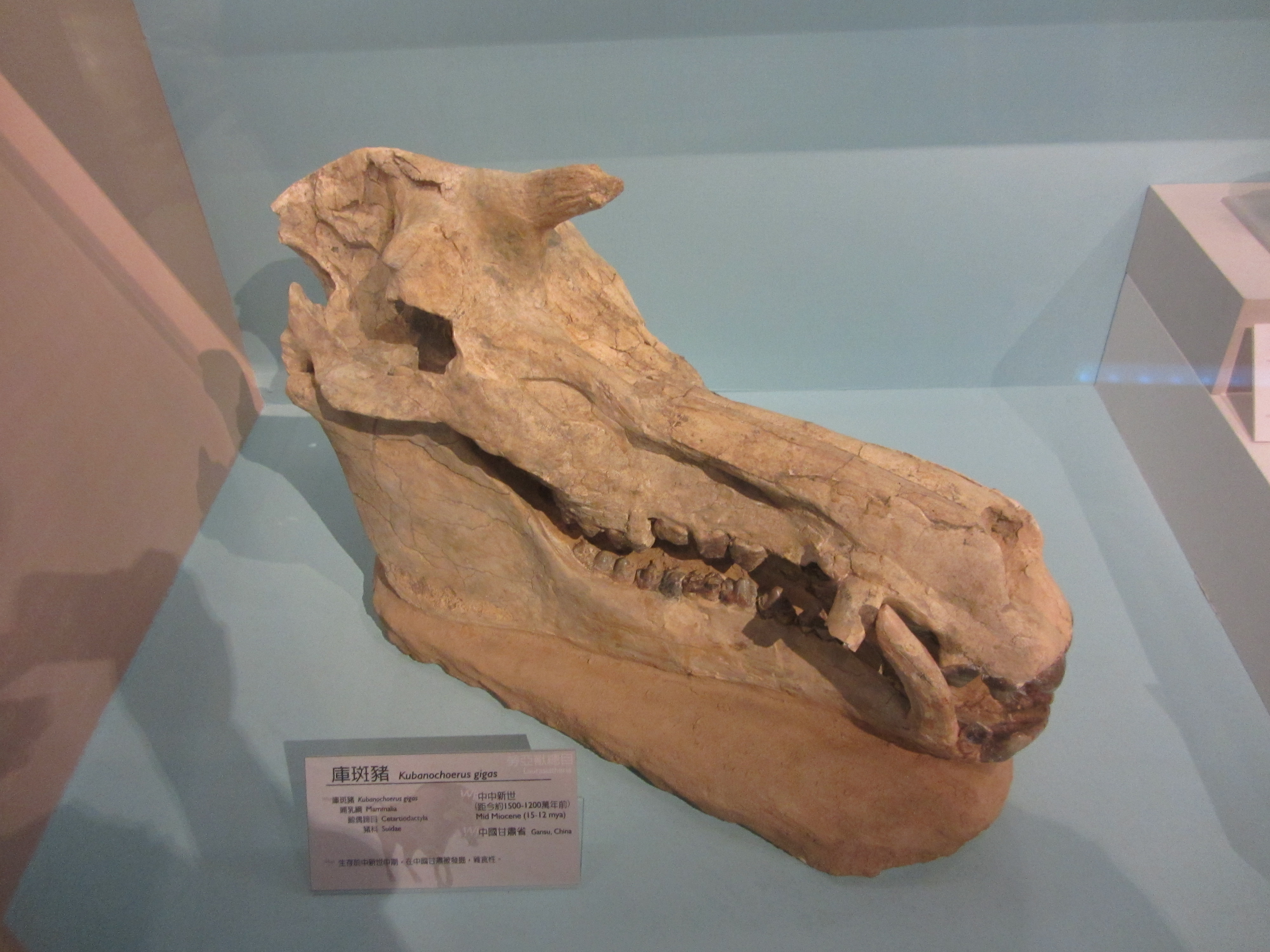
庫斑豬顱骨

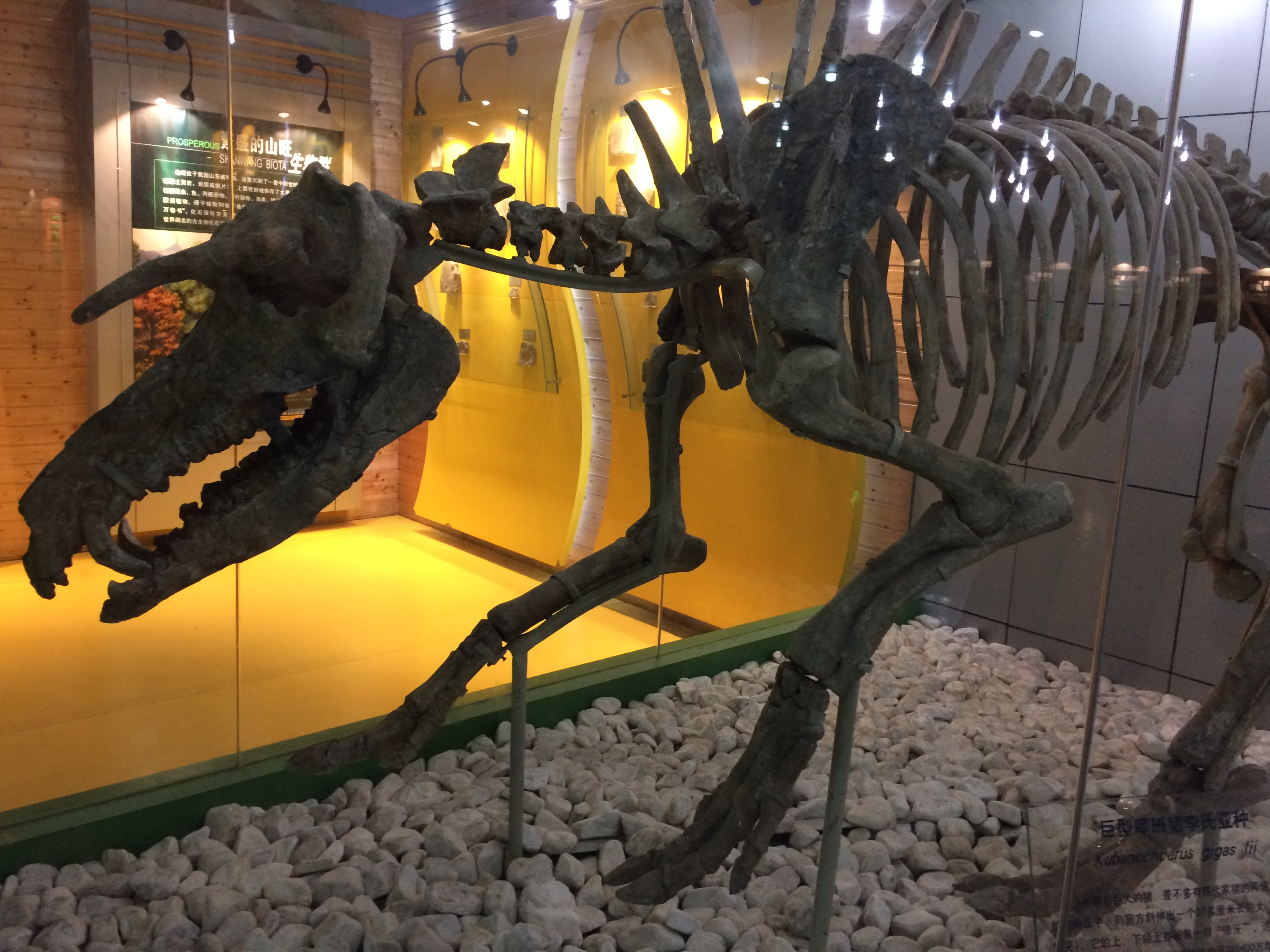
庫斑豬全身骨架，展於北京自然博物館

庫斑豬（Kubanochoerus）是一屬大型及長角的豬，生存於中新世的歐亞大陸與非洲。其下最大的物種是巨庫斑豬，肩高達 1.2（3.9英尺） 及重 500（1,100英磅）。牠們的頭部很特別，眼睛上有細小的角，雄性的前額更有大角。估計雄性會以這角來互相比拼。牠們在中新世末滅絕。
利比豬屬最初被認為是一種庫斑豬，名為K. massai。牠的頭顱骨上有庫斑豬眼睛上的小角，但卻沒有前額的角。最初以為牠是雌性的庫斑豬，但現已被重置在自己的屬中。